# 越占戰爭
越占戰爭，或稱占越戰爭、越南占婆戰爭，指的是自10世紀開始越南與其南方鄰國占婆之間的戰爭。
自越南自中國獨立以後，越南就不斷同南方鄰國的占婆發生戰爭。占婆也是越南擴張的重要對象，最後在越南人「南進」過程中滅亡。

## 歷次越占戰爭
- 越占戰爭 (982年)，前黎朝皇帝黎桓發動，最終越南勝利，占婆被迫遷都毘闍耶。
- 越占戰爭 (1044年)，李朝皇帝李太宗發動，最終越南勝利，占婆被迫稱臣。
- 越占戰爭 (1069年)，李朝皇帝李聖宗發動，最終越南勝利，占婆割讓地里、麻令、布政三州。
- 越占戰爭 (1075年–1104年)，越南陳朝勝利，奪取烏州、里州。
- 越占戰爭 (1367年–1396年)，越南陳朝皇帝陳睿宗、占婆國王制蓬莪都陣亡，占婆奪回橫山以南。
- 越占戰爭 (1400年–1407年)，越南胡朝進攻越南，奪回上一次失去的土地並迫使占婆割讓升華地區，明朝入侵越南時，占婆出兵配合，取回升華地區。
- 越占戰爭 (1446年)，越南後黎朝勝利，重佔升華地區。
- 越占戰爭 (1471年)，黎聖宗入侵占婆，俘虜占婆王槃羅茶全，奪取占婆首都毘闍耶地區，自此占婆喪失大部分領土，無力抵抗越南。
- 越占戰爭 (1611年)，越南阮主勝利，奪取富安。
- 越占戰爭 (1653年)，越南阮主勝利，奪取潘郎江以北。
- 越占戰爭 (1693年)，越南阮主勝利，占婆亡國。

## 後續
- 屋牙撻阿班起義，由占婆貴族屋牙撻、華僑阿班（吳朗）領導，發生於1693年，雖被鎮壓，但阮主決定讓占婆復國，建立傀儡政權順城鎮。
- 1728年占族起義，發生於占婆君主繼婆子死後不久，最終阮主勝利。
- 卡蒂·蘇馬起義，占婆被越南吞併後不久，1832年占婆伊瑪目卡蒂·蘇馬（Katip Suma）發起的對越南阮朝的聖戰，旋即被鎮壓。
- 柴嵮羅奔王之亂，1834年由柴嵮、羅奔王發動，1835年被鎮壓，阮朝處死末代占主阮文承，廢除順城鎮，占婆徹底亡國。